# Erich Bagge
Erich Rudolf Bagge (Neustadt bei Coburg, 30 de maio de 1912 — Kiel, 5 de junho de 1996) foi um físico alemão.
Foi orientado por Werner Heisenberg em seu doutorado e habilitação. Participou de pesquisas sobre energia atômica na Alemanha e no projeto de energia nuclear da Alemanha durante a Segunda Guerra Mundial.
Trabalhou como assistente no Instituto Kaiser Wilhelm em Berlim. Tornou-se professor associado da Universidade de Hamburgo em 1948, envolvendo-se em particular na utilização de energia nuclear em naviuos comerciais, e foi um dos fundadores da Society for the Usage of Nuclear Energy in Ship-Building and Seafare. O primeiro navio nuclear alemão, o Otto Hahn, foi lançado em 1962. Um reator de pesquisas foi instalado em Geesthacht, próximo a Hamburgo, aproximadamente na mesma época, e que se transformou gradualmente em um centro de pesquisas com nêutrons.

## Enriquecimento de urânio
Bagge desenvolveu um dispositivo de enriquecimento de urânio gasoso (Isotopenschleuse ou eclusa de isótopo) para enriquecer o conteúdo do isótopo U-235 do urânio em 1944, usando três métodos: força centrífuga, eletromagnetismo e difusão térmica. Foi construído pela BAMAG-MEGUIN sob a direção de Kurt Diebner.